# The World Within
The World Within — интернациональная метал-группа, образованная в 2014 году. Её основателями являются российский музыкант Вячеслав, скрывающийся под псевдонимом Hadfes Oblivion, и финский музыкант Йони Теппо.

## История
Группа впервые заявила о себе 28 сентября 2014 года, выпустив сингл «The Candles Won’t Light Up Anymore» .
«The World Within – международный проект, который мы основали с финским музыкантом Joni Teppo. В 2014-м году у нас вышел первый трек «The Candles», а в 2018-м – полноформатный альбом «From the Ashes of a Wasteland». Музыка для любителей Wintersun, Ensiferum, Frosttide и всего такого прочего», — вспоминает Вячеслав «Hadfes Oblivion» в интервью Rockcor.
Вскоре после релиза «The Candles Won’t Light Up Anymore» Вячеслав и Йони поучаствовали в написании песни «To Wake In Dreams» для полноформатного альбома нидерландского проекта «Algos». Релиз альбома «The Death of Seasons», куда была включена данная композиция, состоялся 30 апреля 2015 года.
28 ноября 2015 года на своей официальной странице в Facebook участники группы заявили, что для полноформатного альбома «The World Within» уже сочинено десять новых песен. Также было отмечено, что в составе команды появился барабанщик. До этого момента группа использовала виртуальную драм-машину.
1 декабря 2015 года участник «The World Within» Йони Теппо выпустил сольный альбом «Inconsistently Consistent» , в работе над которым приняли участие его коллеги по «The World Within».

18 октября 2016 года группа выпустила сингл «Fireborn»  и впервые упомянула имя нового участника «The World Within». Им стал американский барабанщик Кевин Тутай. В новом составе группа продолжила работу над своим первым полноформатным альбомом .
«Еще в мои планы входит доделать альбом The World Within. Это интернациональный проект, в котором я также участвую. Кроме меня там задействованы финн Йони Теппо, русский вокалист Игорь Плотников, который, кстати, тоже отметился в альбоме Descenery, и барабанщик из США Кевин Тутай. Мы уже достаточно продолжительное время записываем альбом и выпустим его… когда-нибудь», — говорит Вячеслав «Hadfes Oblivion» в интервью порталу TYSA.RU.
2 июля 2018 года группа самостоятельно выпустила свой первый альбом – «From the Ashes of a Wasteland».
«Финальной целью The World Within всегда была запись альбома. Теперь она достигнута. Других целей, связанных конкретно с этим коллективом, у нас пока нет. Появятся ли – время покажет. Нужен ли миру наш проект – на этот вопрос лучше сможет ответить слушатель», — отмечает Вячеслав «Hadfes Oblivion» в интервью порталу Muz-Flame.

## Состав

### Текущий состав
- Йони Теппо – вокал, гитара, бас (2014 – н.в.)[4]
- Игорь «EinarSnow» Плотников – вокал (2014 – н.в.)[4]
- Вячеслав «Hadfes Oblivion» – гитара (2014 – н.в.)[4]
- Кевин Тутай – барабаны (2015 – н.в.)[4]

## Дискография

### Студийные альбомы
- 2018 — From the Ashes of a Wasteland[36]

### Синглы
- 2014 — The Candles Won’t Light Up Anymore[12]
- 2016 — Fireborn[28]